# Área metropolitana de San Salvador
El Área Metropolitana de San Salvador (AMSS) o el Gran San Salvador o la Gran Área Metropolitana de San Salvador (GAMSS) es una conurbación de Centroamérica, formado por 23 distritos de siete municipios, que conforman la unidad territorial de la capital salvadoreña y tiene una extensión de 1167.01 km² con una población de 1,711,476 habitantes según el censo de población y vivienda 2024. Es una ciudad en pleno crecimiento, donde vive el 28.38% de la población total del país.
El Área Metropolitana de San Salvador (AMSS) o la Gran Área Metropolitana de San Salvador (GAMSS) es un conglomerado formado por 23 distritos en siete municipios. Fue instituida en el año 1993 a través del Decreto Legislativo n.º 732 de la Ley de Desarrollo y Ordenamiento Territorial del Área Metropolitana de San Salvador y de los Municipios Aledaños con 14 distritos originales. En 2024, dicha ley fue reformada mediante el Decreto Legislativo n.° 126 bajo la cual se añadieron 9 distritos pertenecientes al departamento de La Libertad, dando un total de 23 distritos. Esta normativa establece que, en función de su desarrollo urbano, estos municipios constituyen una sola unidad urbanística.
El distrito más densamente poblado es Cuscatancingo con 68,137 habitantes, y un área total de 5.4 km². Por lo que la densidad poblacional es de 12,617.96 personas por kilómetro cuadrado. Mientras que el menos densamente poblado es el distrito de Teotepeque con una población de 9,862 habitantes y un área total de 109.67 km². Por lo que la densidad poblacional es de 89.92 habitantes por kilómetro cuadrado.
El AMSS se destaca como el principal centro político, económico y cultural de El Salvador. A pesar de ocupar solo el 5.71% del territorio nacional, alberga  al 28.38% de la población total del país y concentra el 70% de la inversión pública y privada. 
En las últimas décadas, el AMSS ha experimentado un notable crecimiento urbano, con la construcción de infraestructuras como carreteras, edificios, viviendas, calles y puentes. Este desarrollo ha propiciado la migración de personas desde otras ciudades y zonas rurales del país hacia el área metropolitana, incrementando su población año tras año. 

## Historia

### Historia de la Región Metropolitana
San Salvador fue fundado en 1525 por los conquistadores españoles en un primer asentamiento en el actual Ciudad Vieja (Suchitoto), pero en 1545 se trasladó a su ubicación actual debido a la presión de grupos indígenas y mejores condiciones geográficas. Desde la época colonial, San Salvador fue un importante centro administrativo de la Capitanía General de Guatemala y, tras la independencia en 1821, se consolidó como la capital de la República de El Salvador en 1841.
A lo largo del siglo XIX y XX, San Salvador experimentó un crecimiento acelerado debido a su ubicación estratégica y su rol en el comercio del café, lo que impulsó la expansión de la ciudad y la urbanización de distritos aledaños como Soyapango, Mejicanos, Ciudad Delgado y Apopa. Durante el siglo XX, la industrialización y el aumento de la población generaron una expansión descontrolada de la ciudad, absorbiendo comunidades rurales y dando origen al concepto de área metropolitana.
La planificación urbana del AMSS ha sido objeto de diversos estudios y propuestas desde mediados del siglo XX. Por ejemplo, en 1953 se propuso una estructuración de la ciudad mediante un sistema de centros de barrio interconectados por una red vial moderna.  Además, la gestión metropolitana integrada ha permitido consolidar marcos legales y políticas públicas a largo plazo, facilitando la gobernanza, planificación y financiamiento coordinados entre los municipios que conforman el AMSS. 
El terremoto de 1986 destruyó gran parte del casco histórico de San Salvador, lo que llevó a la descentralización del comercio y la aparición de nuevos polos urbanos en distritos cercanos, como Santa Tecla y Antiguo Cuscatlán, que se convirtieron en importantes centros económicos y residenciales. Posteriormente, con la finalización del conflicto armado en 1992, el AMSS se expandió aún más con la creación de nuevas infraestructuras, zonas comerciales y urbanizaciones privadas en municipios como San Marcos, Zaragoza y Nuevo Cuscatlán.
Hoy en día, el Área Metropolitana de San Salvador es el centro político, económico y cultural del país, con más de 1.7 millones de habitantes y una creciente red de infraestructura vial y comercial. Sin embargo, sigue enfrentando problemas de urbanización desordenada, tráfico y vulnerabilidad ante desastres naturales debido a su ubicación en una zona sísmica.

## Transporte y telecomunicaciones

### Transporte
Durante la última década, la región ha impulsado iniciativas para mejorar la movilidad y descongestionar la red vial. Uno de los proyectos más destacados fue el Sistema Integrado de Transporte del Área Metropolitana de San Salvador (SITRAMSS), implementado en 2015. Este sistema se basaba en corredores exclusivos para autobuses articulados, conectando distritos clave como San Salvador, Soyapango, Mejicanos, y otros. Aunque el SITRAMSS enfrentó desafíos operativos –especialmente tras la crisis derivada de la pandemia de COVID-19– su implementación evidenció la necesidad de modernizar y reestructurar el transporte público en el AMSS, a fin de ofrecer un servicio más eficiente y seguro para sus usuarios.  Sin embargo, este sistema fue abandonado a inicios de 2020 debido a diversas circunstancias, incluyendo la crisis sanitaria por COVID-19, y posteriormente desmantelado en 2024. 
Además, el desarrollo de nuevos planes de movilidad, coordinados por el Ministerio de Obras Públicas y Transporte y la Oficina de Planificación del Área Metropolitana de San Salvador (OPAMSS), ha permitido la revisión y actualización de la infraestructura vial. Estas estrategias buscan integrar soluciones como el rediseño de paraderos, la implementación de sistemas de pago sin efectivo y la optimización de rutas, con el objetivo de reducir los tiempos de viaje y mejorar la conectividad entre municipios 

### Telecomunicaciones
En el ámbito de las telecomunicaciones, el AMSS se ha consolidado como un núcleo tecnológico, gracias al despliegue acelerado de redes móviles de cuarta generación (4G LTE) por parte de operadores como Claro, Movistar, Tigo y Digicel. La adopción de estas tecnologías ha permitido una mayor velocidad y estabilidad en la conexión, facilitando el acceso a servicios digitales, videoconferencias, educación en línea y otras aplicaciones de la economía digital. La modernización de la infraestructura fija, incluyendo la expansión de la fibra óptica, también ha contribuido a mejorar la conectividad regional, posicionando a la zona como un importante centro de innovación tecnológica 
Estas mejoras en transporte y telecomunicaciones son el resultado de políticas públicas integradas que involucran a diversas entidades estatales y locales, permitiendo que el AMSS no solo atienda las necesidades actuales de movilidad y conectividad, sino que también se prepare para futuros retos en un contexto de crecimiento acelerado y alta demanda de servicios urbanos.

## Área, Población y Densidad de los Distritos del Área metropolitana de San Salvador
| N.º | Distrito            | Área (km²) | Población | Densidad (Hab./km²) |
| --- | ------------------- | ---------- | --------- | ------------------- |
| 1   | San Salvador        | 72.25      | 330,543   | 4574.99             |
| 2   | Soyapango           | 29.72      | 230,255   | 7747.48             |
| 3   | Apopa               | 51.84      | 129,083   | 2490.03             |
| 4   | Mejicanos           | 22.12      | 136,641   | 6177.26             |
| 5   | Santa Tecla         | 112.20     | 125,532   | 1118.82             |
| 6   | Ciudad Delgado      | 33.42      | 106,367   | 3182.73             |
| 7   | Ilopango            | 34.63      | 88,824    | 2564.94             |
| 8   | Tonacatepeque       | 67.55      | 89,751    | 1328.66             |
| 9   | San Martin          | 55.84      | 87,931    | 1574.70             |
| 10  | Cuscatancingo       | 5.40       | 68,137    | 12617.96            |
| 11  | San Marcos          | 14.71      | 57,094    | 3881.31             |
| 12  | La Libertad         | 162.00     | 44,761    | 276.30              |
| 13  | Antiguo Cuscatlán   | 19.41      | 37,451    | 1929.47             |
| 14  | Ayutuxtepeque       | 8.41       | 31,631    | 3761.12             |
| 15  | Nejapa              | 83.36      | 35,673    | 427.94              |
| 16  | Zaragoza            | 22.71      | 26,510    | 1167.33             |
| 17  | San José Villanueva | 32.52      | 19,150    | 588.87              |
| 18  | Huizúcar            | 44.33      | 12,287    | 277.17              |
| 19  | Tamanique           | 29.72      | 14,068    | 473.35              |
| 20  | Teotepeque          | 109.67     | 9,862     | 89.92               |
| 21  | Chiltiupán          | 96.66      | 10,914    | 112.91              |
| 22  | Nuevo Cuscatlán     | 15.61      | 12,699    | 246.06              |
| 23  | Jicalapa            | 42.93      | 6,312     | 147.03              |
|     | Total               | 1,167.01   | 1,711,476 | 1,466.55            |